# Золотая медаль имени Низами Гянджеви
Золотая медаль имени Низами Гянджеви (азерб. Azərbaycan Respublikasının Nizami Gəncəvi adına Qızıl medalı) — государственная награда Азербайджанской Республики. Учреждена Милли Меджлисом Азербайджанской Республики 16 мая 2014 года. Медаль вручается ежегодно азербайджанским учёным и одному иностранному учёному за значимые научные труды.

## История учреждения
Решение об учреждении «Золотой медали имени Низами Гянджеви» было принято на заседании Национальной Академии Наук Азербайджана 6 ноября 2013 года. На данном заседании были также обсуждены устав и описание медали.
16 мая 2014 года Милли Меджлис Азербайджана на своём пленарном заседании внёс изменения в Закон Азербайджанской Республики «Об учреждении орденов и медалей Азербайджанской Республики», предусматривающие учреждение «Золотой медали имени Низами Гянджеви».

## Основания для награждения
Медаль вручается ежегодно одному азербайджанскому учёному и одному зарубежному исследователю за выдающиеся достижения в области фундаментальных и прикладных наук. Цель вручения — стимулирование учёных для повышения качества своих исследований. Выдвижение кандидатур на соискание золотой медали происходит решением Экспертной комиссии правления НАНА — Национальной Академии Наук Азербайджана. Далее комиссия тайным голосованием выбирает кандидата, а заключительное решение о его награждении принимается правлением НАНА.
Медаль вручается при жизни награждаемого лица.

## Способ ношения
Медаль носится на левой стороне груди и при наличии других медалей Азербайджанской Республики располагается после медали «За безупречную службу».

## Описание медали
Медаль диаметром 30 мм, круглой формы, отлита из бронзы и покрыта золотом. На лицевой стороне медали расположено три дуги. Вдоль верхней дуги, слева направо выгравирована надпись «Национальная Академия Наук Азербайджана» и «Низами Гянджеви». На средей дуге изображена сеть узоров, с национальным оттенком, а внутри третьей дуги выгравировано изображение Низами Гянджеви. На обратной стороне, в центре восьмиконечной звезды, расположенной в свою очередь в кругу, приведена надпись «Низами Гянджеви» на азербайджанском языке и годы его жизни.

## Вручена
- Лютфи Заде [9]
- Хошбахт Юсифзаде [10]
- Наргиз Пашаева [11]
- Роальд Сагдеев [12]